# Eles não Usam Black-tie
Eles não usam black-tie é uma peça teatral de cunho sócio-político escrita por Gianfrancesco Guarnieri, em 1958. Teve direção de Renato José Pécora, músicas de Adoniran Barbosa e foi encenada no Teatro de Arena, um pequeno auditório de noventa lugares localizado em frente à Praça da Consolação, em São Paulo, adaptada de uma garagem, hoje denominada Teatro Eugênio Kusnet.
A estreia ocorreu em 22 de fevereiro de 1958. Foi escolhida no Seminário de Dramaturgia do Teatro de Arena e tirou-o da falência iminente, dado o sucesso de bilheteria. Ficou mais de um ano em cartaz, fato inédito no teatro brasileiro.
Os atores da montagem inicial foram Lélia Abramo, Eugênio Kusnet, Gianfrancesco Guarnieri, Riva Nimitz, Miriam Mehler, Celeste Lima, Chico de Assis, Milton Gonçalves, Henrique César, Flávio Migliaccio e Xandó Batista. 
O enredo tem como tema central a greve e a vida operária, com preocupações e reflexões universais do ser humano. Em 1981 foi realizada uma versão para o cinema, dirigida por Leon Hirszman e protagonizada também por Guarnieri.
A obra trouxe camponeses e gente simples para a cena teatral, que já haviam sido anteriormente objeto de representação no teatro brasileiro, como em textos de Arthur Azevedo e Nelson Rodrigues.

## Ficha Técnica
Estreia
- Data: 22 de fevereiro de 1958
- Local: Teatro de Arena - São Paulo/SP

Autoria
- Gianfrancesco Guarnieri

Direção
- José Renato

Montagem
- Eduardo Escorel

Elenco
- Celeste Lima (Terezinha)
- Chico de Assis (Jesuíno)
- Eugênio Kusnet (Otávio)
- Flávio Migliaccio (Chiquinho)
- Gianfrancesco Guarnieri (Tião)
- Henrique Cesar (João)
- Lélia Abramo (Romana)
- Milton Gonçalves (Bráulio)
- Miriam Mehler (Maria)
- Nelson Xavier (substituição)
- Oduvaldo Vianna Filho (Tião - substituição)
- Riva Nimitz (Dalva)

Produção
- Teatro de Arena

Trilha sonora 
Orquestra regida pelo maestro Damiano Cozzella 
- Adoniran Barbosa
- Guerra Peixe

### Elenco de 2018
Em 2018, 60 anos após a estreia, a peça foi novamente encenada.
- Paloma Bernardi (Maria)
- Kiko Pissolato (Tião)
- Adilson Azevedo (Otávio)
- Camila Brandão (Terezinha)
- Carolina Stofella (Dalva)
- Pablo Diego Garcia (João)
- Paulo Gabriel (Jesuíno)
- Samuel Carrasco (Chiquinho)
- Teca Pereira (Romana)
- Tiago Real (Braúli